# 哨戒

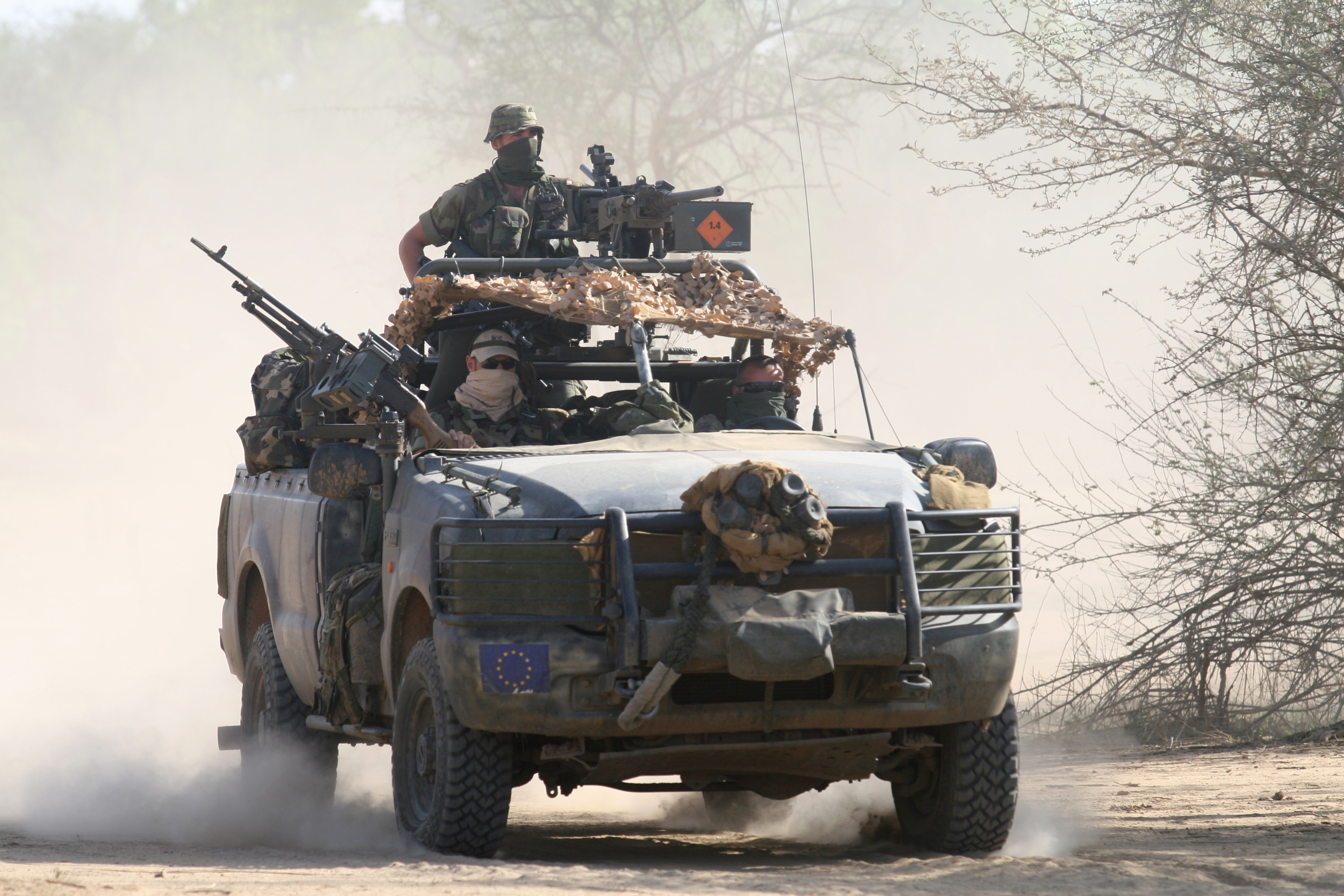
チャドで哨戒中のアイルランド陸軍レンジャー群（2008年5月）。

哨戒（しょうかい、英語: Patrolling）は、軍事戦術のひとつである。敵の侵入や襲撃に備えて、周辺あるいは特定の区域を警戒することをいう。日本語における哨戒は、特に艦船や航空機が行うことをさして言う場合が多い。

## 概要

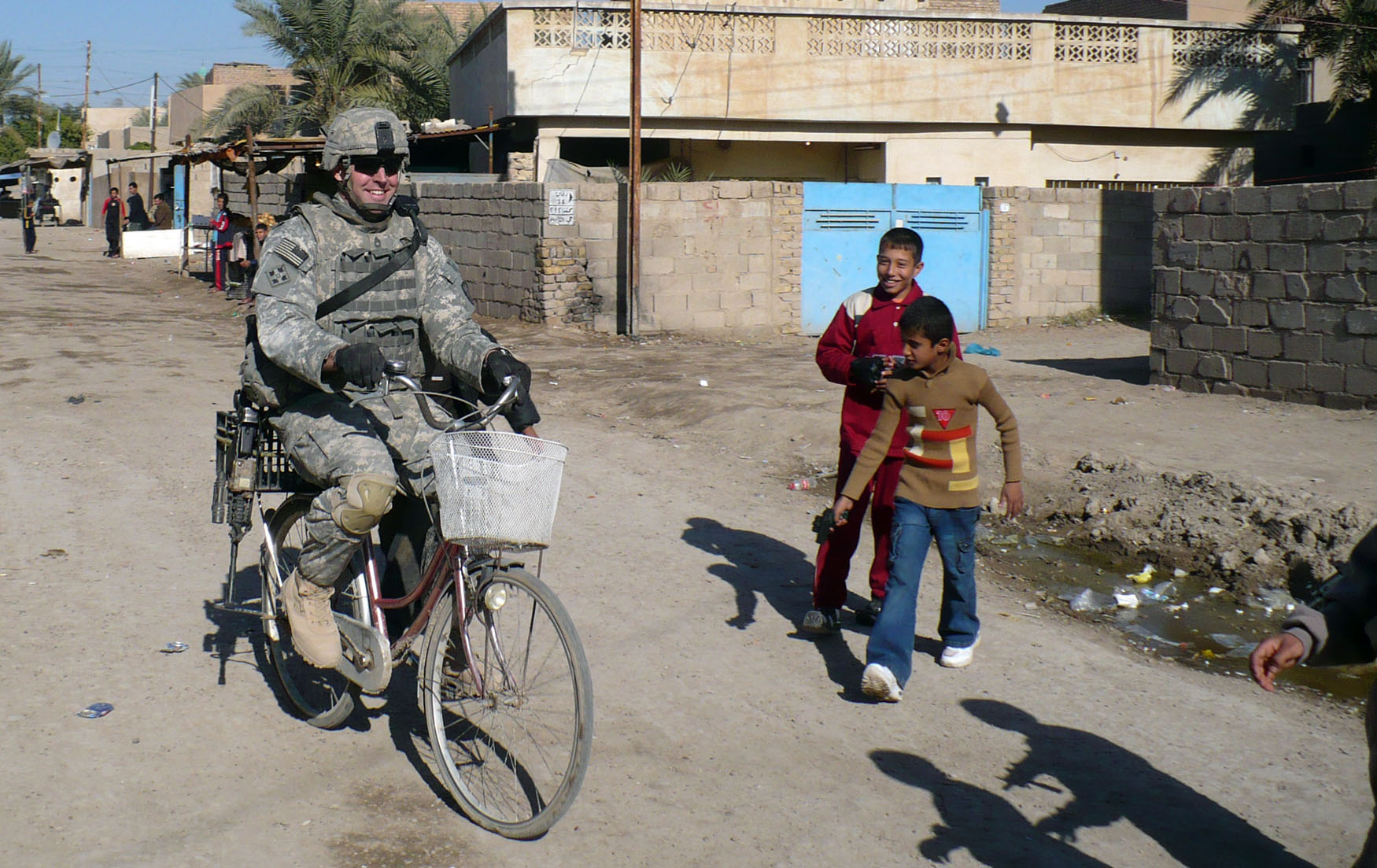
イラク治安部隊との合同哨戒任務を行う、米軍兵士（2008年12月、アブグレイブ）。

大部隊の一部から、小集団または独立部隊が派遣され、特定の目的を達成してから帰還する。哨戒戦術は、地上部隊・装甲部隊・海軍部隊、および軍用機に適用可能である。哨戒の期間は、目的の性質と関与するユニットの種類に応じて異なり、数時間程度のものから数週間に及ぶものまである。
哨戒にはいくつかの種類があり、それぞれ目的が異なる。最も一般的なのは、偵察哨戒を実施して情報を収集することである。そのような哨戒においては、自分たちが発見されることなく秘密裏に敵を観察しようとすることもある。その他、特に民間人との交流を目的としたものでは、公然と行うものもある。

## 哨戒の種類
戦闘哨戒（英語: combat patrol）は、特定の敵を襲撃または待ち伏せするのに十分な規模（通常は小隊または中隊）とリソースを備えた集団によって行われる。それは主に、占領を目的としたものではないという点に置いて、攻撃とは異なる。

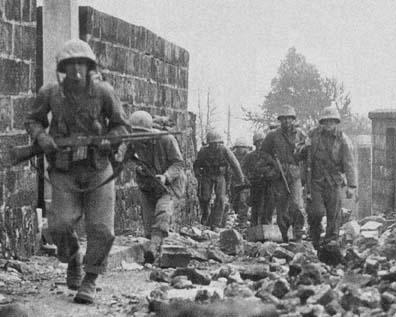
那覇市内で残敵の捜索を行う、第6海兵師団の米軍兵士（1945年）

索敵哨戒（英語: clearing patrol）は、新たに占領された防衛陣地の周辺を簡潔に巡回し、その周辺の安全を確保する。索敵哨戒は、多くの場合、地点の占領時や昼夜交代の際に行われる。
定点哨戒・立哨（英語: standing patrol）は静的哨戒であり、米国およびNATO用語でいうところのOP（英語: Observation Post） / LP（英語: Listening post）、すなわち監視所/聴音哨にあたるといえる。立哨は通常、早期警報・警備や死角などの地勢を監視することを目的とした、小規模で静的な哨戒である。
偵察哨戒（英語: reconnaissance patrol）は、情報の収集を主な任務とする、通常は小規模な哨戒である。偵察哨戒が「情報を求めて戦う」例がないわけではないが、一般的に言えば、偵察哨戒は敵との接触を避ける傾向がある。
前哨（英語: screening patrol）は、多数の哨戒を組み合わせて、広い領域を「スクリーニング」する。このタイプの哨戒は、砂漠地帯の装甲隊や、都市部で活動する地上部隊によって行われる。前哨は通常、多数の固定監視所によって構成される。